# Henri Queffélec
Pour les articles homonymes, voir Queffélec.
Henri Queffélec, né 29 janvier 1910 à Brest et mort le 13 janvier 1992 à Maisons-Laffitte, est un écrivain et scénariste français.

## Biographie
Fils de Joseph Germain Queffélec, un officier d'artillerie de marine né le 23 janvier 1860 à Brest, mort pour la France le 26 avril 1916 à Bar-le-Duc (Meuse), lors de la bataille de Verdun, il étudie au lycée Louis-le-Grand puis intègre l'École normale supérieure en 1929. Il obtient l'agrégation de lettres en 1934. En 1940, il enseigne au lycée Thiers de Marseille, mais il se met en congé de l'Éducation nationale et part vivre en zone occupée en 1942,.
Considéré comme le grand romancier maritime de langue française du XXe siècle, Henri Queffélec est l'auteur de plus de 80 livres, dont beaucoup ont été inspirés par sa Bretagne natale et par la mer, comme Un recteur de l'Île de Sein qui a été porté à l'écran par Jean Delannoy sous le titre Dieu a besoin des hommes.
Grand prix du roman de l'Académie française en 1958 pour Un royaume sous la mer, Prix Jean-Walter de l'Académie française pour l'Ensemble de son œuvre en 1967, son parcours est salué par le Grand prix de littérature de l'Académie française en 1975, il est décoré de l'ordre de l'Hermine en 1988.
En 2014, la municipalité du 14e arrondissement de Paris a rendu hommage à Henri Queffélec en dévoilant en présence de Carine Petit, maire de l'arrondissement, une plaque de marbre blanc sur l'immeuble du 52, avenue René-Coty, rappelant qu'il y a habité depuis 1952 et jusqu'à sa mort.
Henri Queffélec est le père de l'écrivain Yann Queffélec (prix Goncourt 1985 avec Les Noces barbares), de la pianiste Anne Queffélec et du professeur de mathématiques à l'université de Lille I Hervé Queffélec ; le grand-père du pianiste Gaspard Dehaene.
Il est inhumé au cimetière de Montrouge (division 2).

## Œuvres
- 1944 : Journal d'un salaud
- 1945 : Un recteur de l'Île de Sein
- 1945 : La Fin d'un manoir
- 1946 : Un homme à la côte
- 1946 : La Culbute
- 1948 : Chemin de terre, prix Max-Barthou de l’Académie française
- 1948 : Portrait de la Suède, essai
- 1948 : Pas trop vite, s.v.p., nouvelles
- 1949 : Au bout du monde
- 1950 : Saint Antoine du désert
- 1951 : Tempête sur Douarnenez
- 1953 : Un homme d'Ouessant
- 1956 : Un feu s'allume sur la mer
- 1957 : Un royaume sous la mer
- 1958 : Combat contre l'invisible
- 1959 : Ce petit curé d'Ars
- 1960 : Frères de la brume
- 1962 : Tempête sur la ville d'Ys
- 1962 : La Bretagne des pardons
- 1962 : Le jour se lève sur la banlieue
- 1962 : Sous un ciel noir
- 1963 : Solitudes
- 1963 : Celui qui cherchait le soleil
- 1965 : Quand la terre fait naufrage
- 1966 : Trois jours à terre
- 1966 : Raisons d'aimer...la mer
- 1967 : La Voile tendue
- 1968 : Je te salue vieil océan
- 1969 : La Mouette et la Croix
- 1969 : La Faute de monseigneur
- 1972 : Le sursis n'est pas pour les chiens
- 1973 : La Cache éternelle
- 1973 : À fonds perdus
- 1974 : Les Îles de la Miséricorde
- 1974 : Laissez venir la mer
- 1975 : Le Phare
- 1976 : La lumière enchaînée
- 1977 : Le Grand Départ: Charcot et le Pourquoi Pas ?
- 1978 : Un Breton bien tranquille
- 1979 : Ils étaient six marins de Groix... et la tempête
- 1980 : Enfants de la mer
- 1980 : Le voilier qui perdit la tête
- 1982 : François d'Assise, le jongleur de Dieu
- 1984 : Ce sont voiliers que vent emporte
- 1986 : La Boudeuse, ou le tour du monde de Bougainville
- 1986 : Les Vivres vinrent à manquer..., Paris, Presses de la Cité.
- 1988 : Mémoires d'enfance. La Douceur et la guerre, Paris, Séguier;
- 2005 : Les romans des îles, anthologie, Paris, Presses de la Cité, coll. "Omnibus". Recueil de six romans sur la thématique des îles bretonnes : Un recteur de l'Île de Sein, Un homme d'Ouessant, Le Phare, Les Îles de la Miséricorde, Ils étaient six marins de Groix... et la tempête et  La Mouette et la Croix.
- 2006 : Histoires de marins, anthologie, Paris, Presses de la Cité, coll. "Omnibus". Recueil de cinq romans sur la thématique de la mer: Le Grand Départ: Charcot et le Pourquoi Pas ?, Tempête sur Douarnenez, Un royaume sous la mer, Frères de la brume et Solitudes.

## Scénariste
- 1950 : Dieu a besoin des hommes (Un recteur de l'Île de Sein) de Jean Delannoy
- 1968 : Provinces (émission Trois jours à terre d'Henri Queffélec), réalisation de Robert Mazoyer
- 1972 : François Malgorn, séminariste ou celui qui n'était pas appelé d'Yves-André Hubert